# Château d'Ōgaki

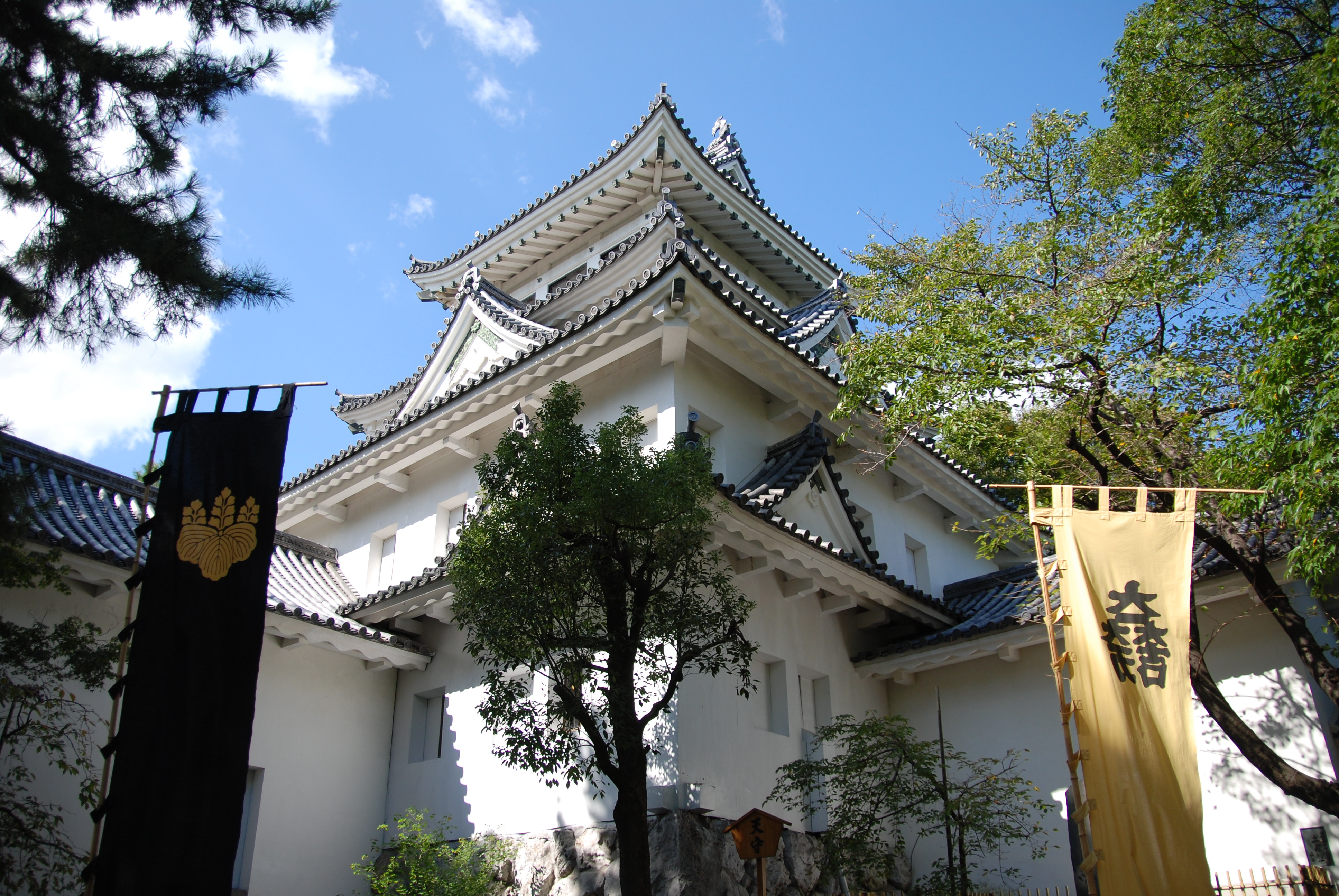
Vue du tenshu principal.

Le château d'Ōgaki (大垣城, Ōgaki-jō), château de Bi (麇城, Bi-jō) ou château de Kyoroku (巨鹿城, Kyoroku-jō) se trouve dans la ville d'Ōgaki de la préfecture de Gifu, au Japon.

## Histoire
Au moment de sa construction, le château possède quatre niveaux et quatre sortes différentes de douves. À la fin du XVIe siècle, Hideyoshi Toyotomi, comprenant l'emplacement stratégique du château, le renforce en érigeant le tenshu (donjon). Du fait de l'importance historique du château, notamment son rôle dans la bataille de Sekigahara en 1600, le tenshu est désigné « trésor national » en 1936.
Le donjon et l'ensemble du château sont détruits par des raids aériens durant la Seconde Guerre mondiale avant d'être reconstruits en 1959. Le château actuel est une réplique du tenshu tandis que l'intérieur héberge un musée d'artéfacts de la bataille de Sekigahara.